# غار امجک
غار امجک یکی از غارهای استان مرکزی و در شهرستان تفرش می‌باشد که در ارتفاع ۱۹۰۰ متری از سطح دریا و بر فراز دره سلطان امجک قرار گرفته است. (بین دو روستای احمدآباد و گزاوند) ورودی آن دیواره‌ای به طول ۱۲ متر دارد که نیاز به انجام سنگنوردی توسط غارنوردان دارد. پس از ورود به غار، نردبانی توسط گروه‌های کوهنوردی قرار داده شده که با پایین رفتن از آن به منطقه چکیده‌سنگ‌ها و چکنده‌سنگ‌ها وارد می‌شوید که این مسیر به دهلیزی پر از آب ختم می‌شود. ۲ دیواره دیگر به ارتفاع ۷ و ۲ متر وجود دارند که با عبور از آنها به مجموعه‌ای از از گل‌فشنگ‌های سقف و دیوار دسترسی پیدا می‌شود که سکونتگاه خفاشان غار نیز می‌باشد.
امجک در زبان ترکی «پستان» معنی می‌شود و وجه تسمیه آن به این ترتیب است که در این غار، دو چکیده‌سنگ (قندیل) وجود دارد که که شبیه پستان بوده و به همین جهت نیز غار را اینگونه نام‌گذاری کردند.

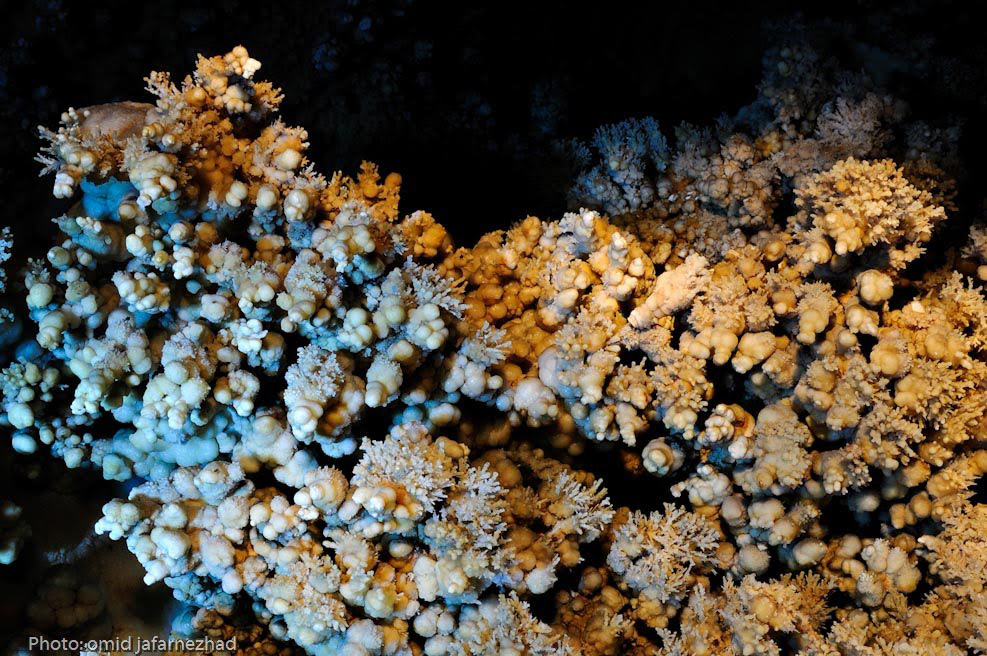
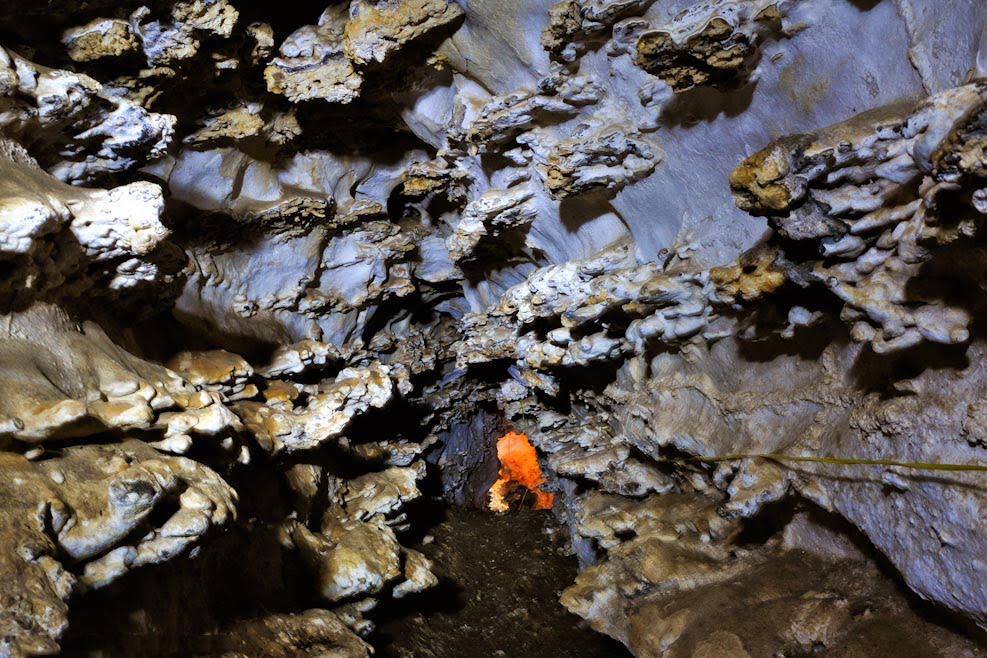
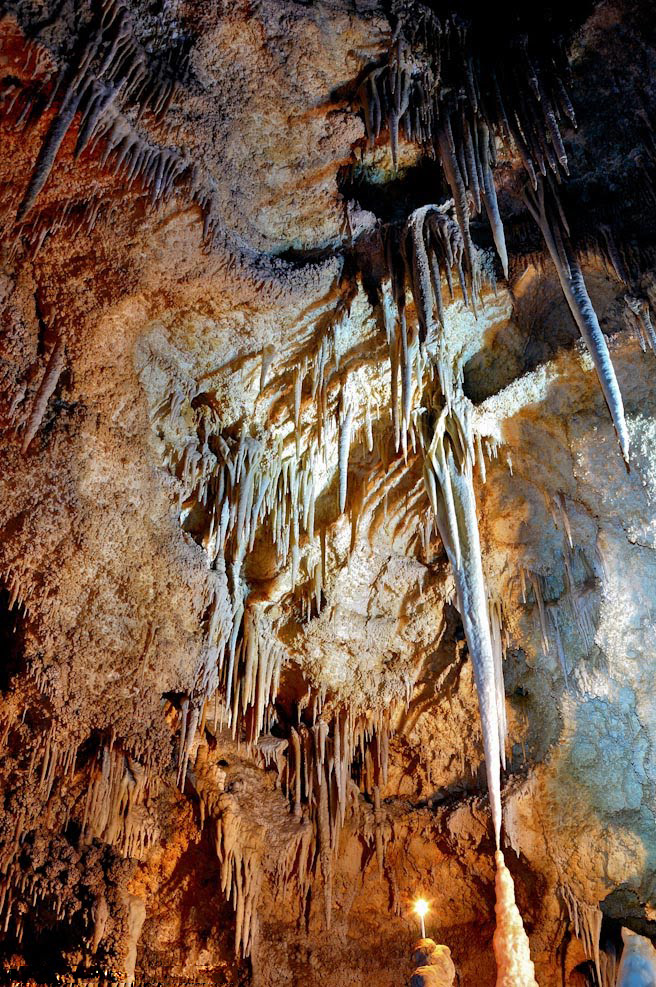
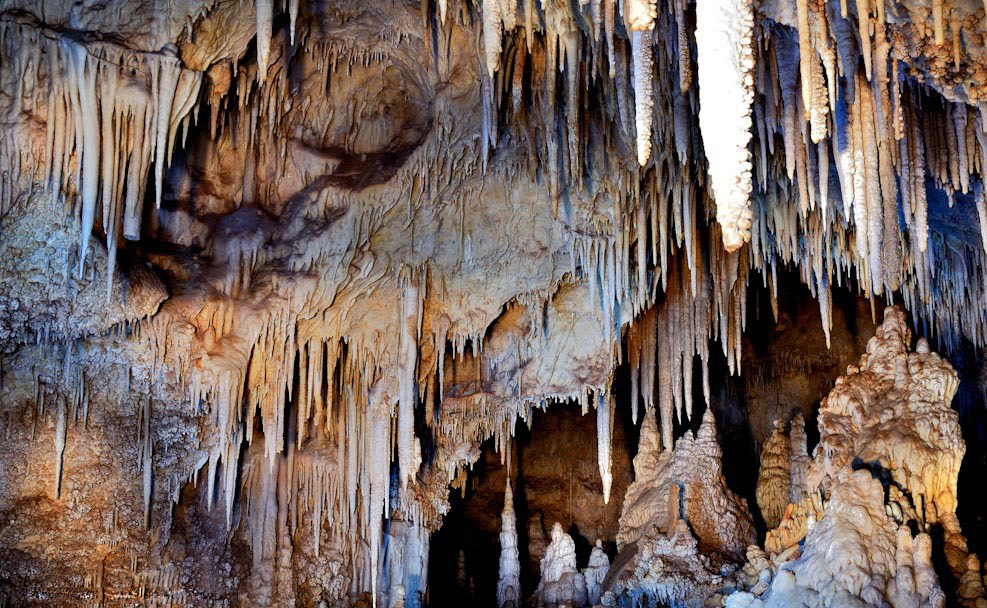